# Sven Rosborn
Sven Gunnar Rosborn (født 31. juli 1949 i Malmø) er en svensk arkæolog, historiker og forfatter. Han er tidligere museumschef i Malmö Museum og grundlagde Fotevikens Museum i Skåne i 1995, og var chef for stedet indtil 2012.
Han har primært forsket i vikingetiden, og har udgivet flere bøger om emnet. I forbindelse med sin forskning har han været genstand for medieopmærksomhed i forbindelse med hans teori om at Harald Blåtands guldplakette skulle være en mindeplatte for Harald Blåtand.

## Karriere
Sven Rosborn indskrev sig ved den arkæologiske institution på Lunds universitet i 1970. Han blev fil.kand. med hovedemnerne forhistorisk arkæologi og middelalderarkæologi 1972. 1972-1973 var han leder ved restaureringen af et af Norges ældste huse, Steinhuset på Granavollen, og blev fil.lic. i middelalderarkæologi 1974. Mellem 1970 og 1995 var han ansat som arkæolog på Malmö museum, fra 1977 som museumschef. Han blev 1980 en af initiativtagerne til projektet Forntid i nutid.
I august 1990 lagde Rosborn sammen med to kolleger grunden til tidskriftet Populär historia. Igangsættelsesfasen var klar den 23. maj 1991, da virksomheden Svenska Historiska Media AB blev registreret. Det første nummer af tidsskriftet udkom i juni samme år. Nogle år senere oprettedes også bogforlaget Historiska Media.
1995 oprettede Rosborn sammen med kollegaen Björn M Jakobsen Fotevikens Museum. Han havde der frem til og med 2012 stillingen som informations- og forskningschef. I 1998 tog han initiativ til bygningen af to kogger i Malmö og 2003 til oprettelsen af Koggmuseet i byen. I 2006 blev han indvalgt i Skånska Akademien.
Han er tillige initiativtager til det årlige historiske cykelløb "Christianloppet" samt til Skånes midtpunkt med monumentet "Mittelen" 2009.